# Njen (jezik)
Njen jezik (ISO 639-3: njj; nyen, nzin), nigersko-kongoanski jezik iz Kameruna, kojim goovori oko 1 800 ljudi (2002 SIL) u provinciji Northwest; selo Njen.
Klasificira se užoj skupini narrow grassfields, a s još sedam jezika čini podskupinu momo.

## Vanjske poveznice
- Ethnologue (14th)
- Ethnologue (15th)